# اتفاقيات أوسلو
اتفاقيات أوسلو، هي مجموعة من الاتفاقيات المؤقتة التي أُبرمت بين إسرائيل ومنظمة التحرير الفلسطينية، وتشمل اتفاقية أوسلو الأولى التي وُقِّعت في واشنطن العاصمة عام 1993، واتفاقية أوسلو الثانية التي وُقِّعت في طابا، مصر، عام 1995. شكّلت هذه الاتفاقيات بداية عملية أوسلو، وهي عملية سلام تهدف إلى التوصل إلى معاهدة سلام تستند إلى قراري الأمم المتحدة 242 و338. انطلقت العملية من مفاوضات سرية جرت في أوسلو، النرويج، وأدت إلى اعتراف منظمة التحرير الفلسطينية بإسرائيل، واعتراف إسرائيل بمنظمة التحرير كممثل شرعي للشعب الفلسطيني وشريك في المفاوضات الثنائية.

وضع الضفة الغربية وفقا لاتفاقيات أوسلو:
ضمتها إسرائيل
المنطقة أ: السيطرة الأمنية والمدنية الفلسطينية.
المنطقة ب: الأمن المشترك والرقابة المدنية الفلسطينية.
المنطقة ج: السيطرة الأمنية والمدنية الإسرائيلية

من أبرز نتائج هذه الاتفاقيات تأسيس السلطة الوطنية الفلسطينية، التي أُنيط بها إدارة حكم ذاتي فلسطيني محدود في أجزاء من الضفة الغربية وقطاع غزة. كما أدت الاتفاقيات إلى الاعتراف الدولي بمنظمة التحرير الفلسطينية كشريك لإسرائيل في مفاوضات الوضع النهائي، التي تناولت قضايا رئيسية مثل الحدود، المستوطنات الإسرائيلية، وضع القدس، الأمن بعد إقامة الحكم الذاتي الفلسطيني، وحق العودة للفلسطينيين. ومع ذلك، لم تسفر الاتفاقيات عن إنشاء دولة فلسطينية محددة.
قوبلت اتفاقيات أوسلو بمعارضة شديدة من فئات واسعة من الشعب الفلسطيني، بما في ذلك جماعات مسلحة مثل حركتي حماس والجهاد الإسلامي، فيما وصفها المفكر الفلسطيني الأمريكي إدوارد سعيد بأنها "فرساي فلسطينية". كما تعرضت العملية لضغوط كبيرة نتيجة أحداث مثل مجزرة الحرم الإبراهيمي وتفجيرات نفذتها جماعات فلسطينية. وعلى الجانب الإسرائيلي، عارض اليمين المتطرف هذه الاتفاقيات بشدة، وبلغت المعارضة ذروتها باغتيال رئيس الوزراء الإسرائيلي إسحاق رابين عام 1995 على يد متطرف إسرائيلي يميني بسبب توقيعه على الاتفاقيات.

## نبذة تاريخية
تستند اتفاقيات أوسلو إلى مبادئ اتفاقيات كامب ديفيد لعام 1978 وتُظهر تشابهاً كبيراً معها. فقد نص "إطار السلام في الشرق الأوسط" في كامب ديفيد على منح حكم ذاتي للسكان المحليين في الضفة الغربية وقطاع غزة (أي الفلسطينيين فقط). كان يعيش  في تلك الفترة حوالي 7,400 مستوطن إسرائيلي في الضفة الغربية (باستثناء القدس الشرقية)، و500 مستوطن في قطاع غزة، مع تزايد أعداد المستوطنين في الضفة الغربية بشكل ملحوظ. وبسبب تصنيف إسرائيل لمنظمة التحرير الفلسطينية كمنظمة إرهابية، رفضت التفاوض معها كممثل للشعب الفلسطيني، وفضلت بدلاً من ذلك التفاوض مع مصر والأردن و"الممثلين المنتخبين لسكان الضفة الغربية وقطاع غزة".
بينما كان الهدف النهائي في كامب ديفيد يتمثل في "معاهدة سلام بين إسرائيل والأردن مع مراعاة الاتفاق بشأن الوضع النهائي للضفة الغربية وقطاع غزة"، كانت مفاوضات أوسلو مباشرة بين إسرائيل ومنظمة التحرير الفلسطينية، وهدفت إلى تحقيق معاهدة سلام مباشرة بين الطرفين. وكما هو الحال في اتفاقيات كامب ديفيد لعام 1978، سعت اتفاقيات أوسلو إلى إنشاء اتفاق مؤقت يتيح اتخاذ خطوات أولية، على أن تتبعها مفاوضات للوصول إلى تسوية شاملة خلال خمس سنوات. ومع ذلك، عند توقيع معاهدة السلام بين إسرائيل والأردن في 26 أكتوبر 1994، تم ذلك دون إشراك الفلسطينيين.

## أطراف التفاوض

### الاعتراف المتبادل بين الطرفين
لم تبدأ المفاوضات الجدية إلا بعد أن اعترفت إسرائيل بمنظمة التحرير الفلسطينية كشريك تفاوضي. ففي 9 سبتمبر 1993، تبادل الطرفان رسائل اعتراف قبل أيام من توقيع اتفاقية أوسلو الأولى. اعترفت منظمة التحرير الفلسطينية بدولة إسرائيل، بينما اعترفت إسرائيل بمنظمة التحرير الفلسطينية باعتبارها "الممثل الشرعي للشعب الفلسطيني" فقط، دون أي التزامات إضافية.

### أبرز المشاركين
منظمة التحرير الفلسطينية
- ياسر عرفات: زعيم منظمة التحرير الفلسطينية خلال عملية أوسلو.
- أحمد قريع (أبو علاء): المفاوض الرئيسي من الجانب الفلسطيني.

إسرائيل
- يوسي بيلين: أحد المفاوضين الرئيسيين لإسرائيل.
- يائير هيرشفيلد: لعب دورًا في المفاوضات غير الرسمية الأولى.
- شمعون بيريز: وزير الخارجية الإسرائيلي أثناء عملية أوسلو.
- رون بونداك: عضو في أول فريق تفاوضي إسرائيلي غير رسمي.
- إسحاق رابين: رئيس وزراء إسرائيل في فترة أوسلو.
- أوري سافير: المدير العام السابق لوزارة الخارجية الإسرائيلية ورئيس فريق التفاوض.
- جويل سينجر: مستشار قانوني إسرائيلي بارز في المفاوضات.

النرويج (الوسيط)
- يان إيجلاند: نائب وزير الخارجية النرويجي، الذي وفر الغطاء السياسي والدعم اللوجستي للمفاوضات.
- يوهان يورغن هولست: وزير الخارجية النرويجي الذي ساهم بشكل كبير في الوساطة.
- تيري رود لارسن: الوسيط النرويجي الذي أدار المفاوضات.
- مونا يول: وسيطة نرويجية شاركت في تسهيل المحادثات.

## الفترة الانتقالية
تُعرف الفترة الانتقالية بأنها المرحلة المؤقتة، وفق ما ورد في المادة الخامسة من اتفاقية أوسلو الأولى، ويُطلق عليها أيضًا "المرحلة الانتقالية". بناءً على ذلك، جاءت تسمية "الاتفاقية المؤقتة" لاتفاقية أوسلو الثانية، وكذلك مصطلح "سلطة الحكم الذاتي المؤقتة" المذكور في المادة الأولى من اتفاقية أوسلو الأولى.  

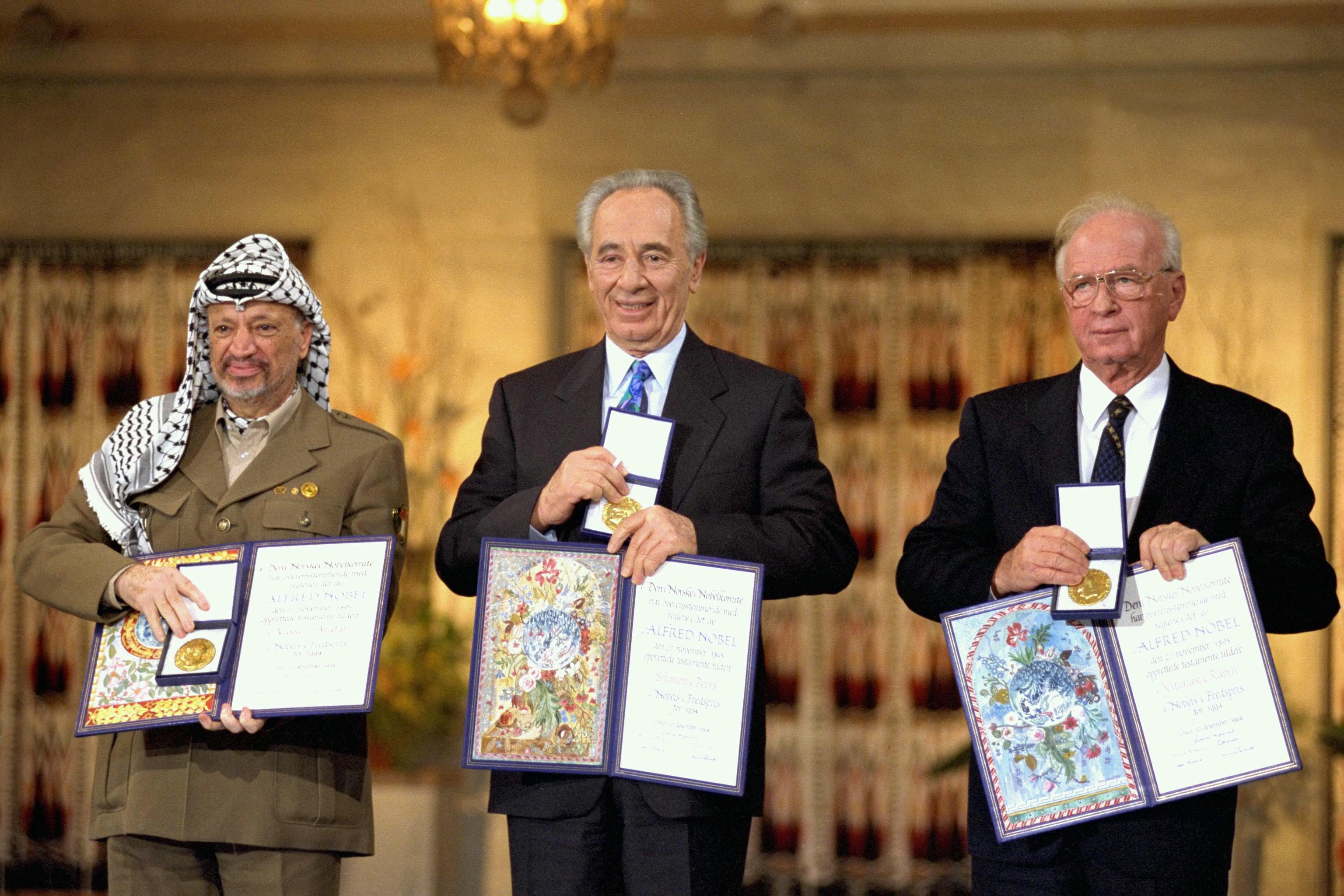
ياسر عرفات وشمعون بيريز وإسحاق رابين يتسلمون جائزة نوبل للسلام بعد اتفاقات أوسلو، 10 ديسمبر 1994.

صُممت هذه الفترة لتكون مرحلة تمهيدية بين إنشاء سلطة الحكم الذاتي الفلسطينية المؤقتة والمجلس التشريعي الفلسطيني من جهة، وانتهاء مفاوضات الوضع الدائم من جهة أخرى، بهدف التوصل إلى تسوية دائمة تستند إلى قرارات مجلس الأمن رقم 242 و338 (المادة الأولى من أوسلو الأولى). ومع ذلك، لم يتم تحديد طبيعة التسوية الدائمة بشكل واضح.
انتهت الفترة الانتقالية في 4 مايو 1999، بعد مرور خمس سنوات على توقيع اتفاقية غزة-أريحا.
تنص المادة الخامسة من إعلان المبادئ حول ترتيبات الحكم الذاتي الانتقالي (DOP أو أوسلو الأولى):  
| اتفاقيات أوسلو | الفترة الانتقالية ومفاوضات الوضع الدائم: 1. تبدأ الفترة الانتقالية، التي تمتد لخمس سنوات، مع انسحاب القوات الإسرائيلية من قطاع غزة ومنطقة أريحا. 2. تُفتتح مفاوضات الوضع الدائم في أقرب وقت ممكن، ولكن ليس بعد بداية السنة الثالثة من الفترة الانتقالية، بين حكومة إسرائيل وممثلي الشعب الفلسطيني. 3. تشمل مفاوضات الوضع الدائم القضايا الرئيسية المتبقية، مثل: القدس، اللاجئون، المستوطنات، الترتيبات الأمنية، الحدود، العلاقات والتعاون مع الجيران الآخرين، وقضايا أخرى ذات اهتمام مشترك. 4. يتفق الطرفان على أن الاتفاقيات المبرمة خلال الفترة الانتقالية يجب ألا تؤثر أو تقيد نتائج مفاوضات الوضع الدائم. | اتفاقيات أوسلو |

## نهاية الفترة المؤقتة
انتهت الفترة الانتقالية المحددة بخمس سنوات في مايو 1999 دون تحقيق اتفاق سلام شامل بين الإسرائيليين والفلسطينيين. كان الاتفاق الأصلي ينص على:  
| اتفاقيات أوسلو | إنشاء سلطة حكم ذاتي فلسطينية مؤقتة... للشعب الفلسطيني في الضفة الغربية وقطاع غزة، لفترة انتقالية لا تتجاوز خمس سنوات، تؤدي إلى تسوية دائمة تستند إلى قرارات مجلس الأمن رقم 242 و338 | اتفاقيات أوسلو |

وقد رأى البعض أن هذا النص يشير إلى أن السلطة الفلسطينية كانت مصممة لتكون كيانًا مؤقتًا فقط. في المقابل، اتهم آخرون الحكومات الإسرائيلية بعدم الالتزام بتنفيذ التزاماتها وفق الاتفاقية. ومع عدم تحقيق اتفاق دائم، اعتبر العديد من الإسرائيليين والفلسطينيين أن اتفاقيات أوسلو فقدت فعاليتها ولم تعد ذات صلة.  رغم ذلك، استمر العمل ببعض بنود اتفاقيات أوسلو. على سبيل المثال:
- أصبحت السلطة الفلسطينية المؤقتة كيانًا دائمًا، وأصبحت قوة مؤثرة داخل منظمة التحرير الفلسطينية.
- استمرت الضفة الغربية في تقسيمها إلى ثلاث مناطق (أ، ب، وج)، حيث تخضع المنطقة ج، التي تغطي حوالي 60% من مساحة الضفة الغربية، لسيطرة إسرائيلية مدنية وعسكرية كاملة.
- أقل من 1% من المنطقة ج مخصص للاستخدام الفلسطيني، بينما تُفرض قيود صارمة تمنع الفلسطينيين من البناء حتى في القرى الواقعة داخل هذه المنطقة.
- استمرت الإدارة المدنية الإسرائيلية، التابعة لوزارة الدفاع الإسرائيلية عبر وحدة تُعرف بـ"منسق أنشطة الحكومة في الأراضي" (COGAT)، في العمل كجزء من النظام الإداري.
- ظلت اللجنة المشتركة الإسرائيلية الفلسطينية للمياه قائمة.

في عام 2000، خلال قمة كامب ديفيد، حاولت الولايات المتحدة إعادة إحياء عملية السلام وإنقاذ الاتفاقيات من خلال استئناف المفاوضات. ولكن بعد فشل القمة، اندلعت الانتفاضة الثانية، مما أدى إلى تعثر كامل في عملية السلام ووصولها إلى طريق مسدود.

## انتقادات

### استمرار توسيع المستوطنات
رغم أن شمعون بيريز قام بالحد من بناء المستوطنات بناءً على طلب وزيرة الخارجية الأمريكية مادلين أولبرايت، إلا أن بنيامين نتنياهو استمر في البناء داخل المستوطنات الإسرائيلية القائمة، وطرح خططًا لبناء حي جديد "هار حوما" في القدس الشرقية. ومع ذلك، كان مستوى البناء أقل بكثير من فترة حكومة شامير (1991-1992)، ولم يتم بناء مستوطنات جديدة، رغم أن اتفاقيات أوسلو لم تحظر ذلك.
عدد وحدات الإسكان المبنية:
- قبل أوسلو: 13,960 وحدة (1991-1992).
- بعد أوسلو: 3,840 وحدة (1994-1995)، و3,570 وحدة (1996-1997).

خلال سنوات عملية أوسلو، تضاعف عدد المستوطنين في الضفة الغربية تقريبًا، ولم يتم إخلاء أي مستوطنات.

### تقويض الأمن الإسرائيلي
وصف الأكاديمي الإسرائيلي إفرايم كرش اتفاقيات أوسلو بأنها "أكبر خطأ استراتيجي في تاريخ إسرائيل"، حيث خلقت الظروف لـ"أكثر المواجهات دموية وتدميرًا بين الإسرائيليين والفلسطينيين منذ عام 1948". وأدت إلى تطرف جيل جديد من الفلسطينيين تحت حكم السلطة الفلسطينية وحركة حماس، مع "تحريض معادٍ لليهود وإسرائيل لا مثيل له منذ ألمانيا النازية". وذكر كرش أن "أكثر من 1,600 إسرائيلي قُتلوا وأصيب 9,000 آخرون منذ توقيع إعلان المبادئ - أي حوالي أربعة أضعاف معدل القتلى خلال السنوات الـ26 السابقة".

### تقويض الأمن الفلسطيني
جادل غراهام أوشر بأن الاتفاقيات وفرت "أمنًا غير مشروط للإسرائيليين وأمنًا مشروطًا للفلسطينيين". واعتبر أن الترتيبات الأمنية كانت انعكاسًا لطموحات إسرائيل الإقليمية والأمنية في الأراضي المحتلة، وفشلت في تصحيح "التفاوت العسكري والإقليمي الكبير بين إسرائيل والسلطة الفلسطينية". وانتقد أوشر الأجهزة الأمنية الفلسطينية لتجاوزاتها، مثل تنفيذ اعتقالات جماعية دون أوامر قضائية.

### تقويض تطلعات الفلسطينيين نحو الدولة
أشار سيث أنزيسكا إلى أن أوسلو قدمت "مظاهر الدولة دون محتواها الفعلي"، ورسّخت فكرة حكم ذاتي فلسطيني محدود. وأكد أن تصريحات إسحاق رابين التي تحدثت عن "كيان فلسطيني أقل من دولة" تجسد رفض فكرة الدولة الفلسطينية المستقلة. وقال إدوارد سعيد في مقابلة: "إسرائيل والحكومات الغربية تريد من عرفات قمع بعض عناصر مجتمعه. إنهم يريدونه ديكتاتورًا. وهذا الاتفاق ليس سلامًا عادلًا".
وصف شلومو بن عامي، وزير الخارجية الإسرائيلي الأسبق في كتابه "ندوب الحرب، جراح السلام"، عملية أوسلو بأنها تعاون بين منظمة التحرير الفلسطينية وإسرائيل لقطع الطريق على كفاح فلسطيني حقيقي للاستقلال.

### تأجيل مفاوضات الوضع النهائي
انتقد شامير حسن اتفاقيات أوسلو لعدم تناولها قضايا الوضع النهائي الجوهرية مثل الحدود، اللاجئين، ووضع القدس. وأشار دانييل ليبرفيلد إلى أن إسرائيل كانت محدودة بضرورة موافقة مؤسساتها الداخلية، مما أدى إلى استبعاد هذه القضايا من المفاوضات.

### دور النرويج
ركز أكاديميون نرويجيون، مثل هيلدي هنريكسن واغه، على أوجه القصور في دور النرويج كوسيط. في عام 2001، فوجئت واغه أثناء بحثها باختفاء جميع الوثائق المتعلقة بالمفاوضات السرية من يناير إلى سبتمبر 1993، والتي كانت ستوضح مدى استناد عملية أوسلو إلى شروط إسرائيل. وخلصت إلى أن النرويج عملت كوسيط تابع لإسرائيل، مما أدى إلى إخفاق أوسلو في تحقيق سلام مستدام.

## بدائل لاتفاقيات أوسلو
بالرغم من أن اتفاقيات أوسلو لم تنص صراحةً على حل الدولتين، إلا أنها أنشأت مؤسسات حكم ذاتي في الضفة الغربية وقطاع غزة، مما جعلها تُفسَّر على أنها خطوة تمهيدية نحو مستقبل يقوم على فكرة الدولتين.
يجادل إيان لوستيك بأن تبني حل الدولتين، الذي كان في ذروة عملية أوسلو، قد فقد زخمه بمرور الوقت. وبدلاً من ذلك، يقترح خيارًا بديلاً يتمثل في حل الدولة الواحدة، حيث تُدمَج إسرائيل والأراضي الفلسطينية في كيان واحد بحكومة واحدة.
في هذا السياق، يرى برندان أوليري أن نجاح حل الدولة الواحدة قد يعتمد على الاستفادة من الهويات والمؤسسات القائمة، بدلاً من تصور اختفائها أو استبدالها.
على النقيض من ذلك، يعارض أوري أفنيري فكرة حل الدولة الواحدة، معتبرًا إياها بمثابة "تحويل إسرائيل إلى دولة غير قومية". ويعتقد أن تفوق إسرائيل في الجوانب الاقتصادية والاجتماعية والعسكرية سيؤدي إلى تحويل الفلسطينيين إلى طبقة مستغلَّة ومحرومة من أي سلطة حقيقية. ويضيف أفنيري أن النضال الوطني الفلسطيني لن يتوقف في ظل هذا السيناريو، بل إن الوضع سيجعل من الأسهل لليهود السيطرة على الأراضي العربية في الضفة الغربية، والتحكم في الهجرة، واتخاذ إجراءات أخرى لتعزيز تفوقهم القومي.